# ラグビーナミビア代表
ラグビーナミビア代表は、ナミビアラグビー協会によるラグビーユニオンのナショナルチームである。愛称は、長期の繁栄と不屈の精神を意味する植物の名「ウェルウィッチアス」。

## 概要
地理的に南アフリカ共和国と隣接している。アフリカ大陸では、南アフリカ共和国 (スプリングボクス) に次いで2位の実力を誇るが、スプリングボクスとの実力差は大きい。
そのため、効果的な強化が行いにくいのが難点であり、この点では他大陸の中堅国に比してもまだまだ発展途上だといえる。一方でスプリングボクスと合宿を行うなどの強化策も実施している。
ワールドカップの初出場は1999年大会。以来連続出場を果たしているが、本大会では全敗中である。特に2003年大会のオーストラリア (ワラビーズ) に0-142で敗れ、これはワールドカップでの最大点差となっている。
2015年大会のジョージア戦では16-17と敗れたが、初めて7点差以内の敗戦に与えられるボーナスポイント1を獲得した。
2019年大会では釜石で行われる予定だったプール最終戦のカナダ戦が令和元年東日本台風（台風19号）の影響で中止になったことで、得失点差でカナダを上回り初めてプール最下位を免れた。なお中止になった後、カナダは釜石に残ってボランティア活動で泥のかき出しを行い、そしてナミビアは合宿地の宮古市でファン交流会を開き、被災者らを励ました。

## ワールドカップの成績
- 1987年 - 不参加[2]
- 1991年 - 地区予選敗退
- 1995年 - 地区予選敗退
- 1999年 - プール戦敗退
- 2003年 - プール戦敗退
- 2007年 - プール戦敗退
- 2011年 - プール戦敗退
- 2015年 - プール戦敗退
- 2019年 - プール戦敗退
- 2023年 - プール戦敗退

## ワールドラグビー男子ランキング
ワールドラグビーが発表するデータにもとづく。
| ワールドラグビー男子ランキング 上位30チーム（2025年6月30日時点） | ワールドラグビー男子ランキング 上位30チーム（2025年6月30日時点） | ワールドラグビー男子ランキング 上位30チーム（2025年6月30日時点） | ワールドラグビー男子ランキング 上位30チーム（2025年6月30日時点） |
| 順位                                                             | 変動*                                                            | チーム                                                           | ポイント                                                         |
| ---------------------------------------------------------------- | ---------------------------------------------------------------- | ---------------------------------------------------------------- | ---------------------------------------------------------------- |
| 1                                                                | 増減なし                                                         | 南アフリカ共和国                                                 | 092.78                                                           |
| 2                                                                | 増減なし                                                         | ニュージーランド                                                 | 090.36                                                           |
| 3                                                                | 増減なし                                                         | アイルランド                                                     | 089.83                                                           |
| 4                                                                | 増減なし                                                         | フランス                                                         | 089.51                                                           |
| 5                                                                | 増減なし                                                         | アルゼンチン                                                     | 084.97                                                           |
| 6                                                                | 増減なし                                                         | イングランド                                                     | 084.73                                                           |
| 7                                                                | 増減なし                                                         | スコットランド                                                   | 082.36                                                           |
| 8                                                                | 増減なし                                                         | オーストラリア                                                   | 081.52                                                           |
| 9                                                                | 増減なし                                                         | フィジー                                                         | 080.07                                                           |
| 10                                                               | 増減なし                                                         | イタリア                                                         | 077.77                                                           |
| 11                                                               | 増減なし                                                         | ジョージア                                                       | 074.69                                                           |
| 12                                                               | 増減なし                                                         | ウェールズ                                                       | 073.39                                                           |
| 13                                                               | 増減なし                                                         | 日本                                                             | 072.95                                                           |
| 14                                                               | 増減なし                                                         | サモア                                                           | 072.68                                                           |
| 15                                                               | 増減なし                                                         | アメリカ合衆国                                                   | 070.02                                                           |
| 16                                                               | 増減なし                                                         | スペイン                                                         | 067.34                                                           |
| 17                                                               | 増減なし                                                         | ウルグアイ                                                       | 067.06                                                           |
| 18                                                               | 増減なし                                                         | ポルトガル                                                       | 066.44                                                           |
| 19                                                               | 増減なし                                                         | トンガ                                                           | 065.46                                                           |
| 20                                                               | 増減なし                                                         | ルーマニア                                                       | 064.61                                                           |
| 21                                                               | 増減なし                                                         | チリ                                                             | 061.72                                                           |
| 22                                                               | 増減なし                                                         | ベルギー                                                         | 059.98                                                           |
| 23                                                               | 増減なし                                                         | カナダ                                                           | 059.49                                                           |
| 24                                                               | 増減なし                                                         | 香港                                                             | 059.18                                                           |
| 25                                                               | 増減なし                                                         | ナミビア                                                         | 057.87                                                           |
| 26                                                               | 増減なし                                                         | ジンバブエ                                                       | 057.16                                                           |
| 27                                                               | 増減なし                                                         | オランダ                                                         | 057.01                                                           |
| 28                                                               | 増減なし                                                         | ブラジル                                                         | 056.53                                                           |
| 29                                                               | 増減なし                                                         | スイス                                                           | 055.26                                                           |
| 30                                                               | 増減なし                                                         | ポーランド                                                       | 054.06                                                           |
| *前週からの変動                                                  |                                                                  |                                                                  |                                                                  |
| ナミビアのランキングの推移                                       |                                                                  |                                                                  |                                                                  |
| 生のグラフデータを参照/編集してください.                         |                                                                  |                                                                  |                                                                  |
| 出典: ワールドラグビー 推移グラフの最終更新: 2025年6月30日       |                                                                  |                                                                  |                                                                  |
|                                                                  | 現在、技術上の問題で一時的にグラフが表示されなくなっています。   |                                                                  |                                                                  |

## 選手

### 現在の代表
ウェルウィッチアススコッド
- ヘッドコーチ :  ジャック・バーガー

| 選手                               | ポジション     | 誕生日 (年齢)          | キャップ | チーム                               |
| ---------------------------------- | -------------- | ---------------------- | -------- | ------------------------------------ |
| アルマン・コンブリンク             | フッカー       | 1997年4月17日（28歳）  | 4        | マーティーズRC                       |
| トルステン・ファンヤースフェルト   | フッカー       | 1987年6月30日（38歳）  | 24       | バイヨンヌ                           |
| ルイス・ファンデルウェストヘーゼン | フッカー       | 1995年2月25日（30歳）  | 37       | チーターズ                           |
| オトジャ・アウアラ                 | プロップ       |                        | 0        | ナミビア大学                         |
| ジェイソン・ベナーディ             | プロップ       | 1995年4月16日（30歳）  | 23       | ナミビア大学                         |
| ヨハネス・クッツェー               | プロップ       | 1988年3月14日（37歳）  | 38       | チーターズ                           |
| シドニー・ハフぺ                   | プロップ       |                        | 1        | ウィッツRC                           |
| ハイテンブ・シクファ               | プロップ       | 2000年11月28日（24歳） | 10       | ノースウェスト大学                   |
| アドリアン・ルディック             | ロック         | 1998年7月22日（26歳）  | 14       | リモージュ                           |
| オリバー・クルツ                   | ロック         | 2003年1月28日（22歳）  | 0        | 立正大学                             |
| ティアン・デクラーク               | ロック         | 2001年6月12日（24歳）  | 4        | ピューマズ                           |
| ヨハン・レティーフ                 | ロック         | 1995年10月10日（29歳） | 31       | クラスニヤール                       |
| アドリアン・ボーイセン             | バックロー     | 1996年5月17日（29歳）  | 24       | ワンダラーズRC                       |
| ウィアン・コンラディ               | バックロー     | 1994年10月14日（30歳） | 34       | ニューイングランド・フリージャックス |
| プリンス・ガオセブ                 | バックロー     | 1998年7月7日（26歳）   | 19       | CSAステアウア・ブクレシュティ        |
| リチャード・ハードウィック         | バックロー     | 1994年5月31日（31歳）  | 7        | FCグルノーブル                       |
| マックス・カチエコ                 | バックロー     | 1995年4月8日（30歳）   | 31       | CSAステアウア・ブクレシュティ        |
| AJ・カーンズ                       | スクラムハーフ |                        | 4        | ナミビア大学                         |
| ジャック・トゥロン                 | スクラムハーフ | 1999年3月22日（26歳）  | 10       | ワンダラーズRC                       |
| ティアン・スワネポール             | フライハーフ   | 1996年6月4日（29歳）   | 8        | シャークス                           |
| アンドレ・ファンデルベルフ         | フライハーフ   | 1998年1月23日（27歳）  | 8        | ワンダラーズRC                       |
| ダンコ・ブルゲル                   | センター       | 1998年7月28日（26歳）  | 16       | ワンダラーズRC                       |
| ルルー・マラン                     | センター       | 1999年3月31日（26歳）  | 4        | ニューイングランド・フリージャックス |
| アルシノ・アイザックス             | ウイング       | 1993年11月16日（31歳） | 10       | ナミビア大学                         |
| ユルゲン・マイヤー                 | ウイング       |                        | 1        | ワンダラーズRC                       |
| ダニー・ヴァン・ヴェル・メルヴェ   | ウイング       |                        | 1        | ワンダラーズRC                       |
| ジャイシー・ネル                   | フルバック     | 1999年1月7日（26歳）   | 4        | ピューマズ                           |
| クライヴェン・ルーバー             | フルバック     | 1997年2月24日（28歳）  | 29       | アンセム・ラグビー・カロライナ       |

※所属、 キャップ数(Cap)は2025年7月5日現在

## 歴代代表選手
- ジャック・バーガー
- クリサンダー・ボタ
- レナルド・ボスマ
- ダリル・デラハルペ